# Венако (сыр)
Венако (фр. Venaco) — французский полумягкий сыр, изготавливается из овечьего молока, иногда с добавлением козьего. Название сыра походит от кантона Венако, расположенного в центре острова Корсика.
Производится в форме прямоугольных блоков, с выпуклыми сторонами, высота головки 3-5 см, вес 400-500 г. Сверху головка покрыта корочкой соломенно-оранжевого цвета.  Наиболее благоприятный период для производства сыра - весенне-осенний период. Созревает 1-2 недели.  
Текстура сыра эластичная, мякоть мягкая, цвета слоновой кости. 
Сыр венако используют для приготовления выпечки, также более зрелый сыр натирают для макаронных блюд и супов.
Вина, подаваемые к сыру венако: Vin de Corse красное, Pinot noir, Côte d'Auvergne красное, Sancerre красное.